# Аніта Сімончіні
Аніта Сімончіні (нар. 14 квітня 1999) — санмаринська співачка, яка представляла Сан-Марино на Дитячому конкурсі пісні Євробачення 2014 року у складі жіночої групи The Peppermints з піснею «Breaking My Heart». Також вона представляла Сан-Марино на Пісенному конкурсі Євробачення 2015 року разом із Мікеле Перніолою з піснею «Chain of Lights».

## Життя та кар'єра

### Дитячий конкурс пісні Євробачення 2014
26 вересня 2014 року було оголошено, що The Peppermints представлятимуть Сан-Марино на Дитячому конкурсі пісні Євробачення 2014 у Мальті з піснею «Breaking My Heart». Пісню та самих виконавців було представлено громадськості на пресконференції в Сан-Марино 13 жовтня 2014 року. Вони виступали третіми у фіналі, після Крісії Тодорової та дуету Hasan & Ibrahim з Болгарії і перед Джозі з Хорватії. Зупинилися на п'ятнадцятому місці, набравши 21 бал.

### Пісенний конкурс Євробачення 2015
27 листопада 2014 року було оголошено, що Сімончіні разом із Мікеле Перніолою (братом однієї з учасниць The Peppermints Рафаелли Перніола) представлятимуть Сан-Марино на Пісенному конкурсі Євробачення 2015 у Відні з дуетом. Їхня пісня «Chain of Lights» була представлена 13 березня 2015 року.

## Дискографія

### Сингли

#### У складі The Peppermints
| Рік  | Назва               | Альбом              |
| ---- | ------------------- | ------------------- |
| 2014 | «Breaking My Heart» | Сингл поза альбомом |

#### Сольно
| Рік  | Назва                                         | Альбом              |
| ---- | --------------------------------------------- | ------------------- |
| 2015 | «Chain of Lights» (разом із Мікеле Перніолою) | Сингл поза альбомом |